# Splachnobryum valdiviae
Splachnobryum valdiviae är en bladmossart som beskrevs av C. Müller 1897. Splachnobryum valdiviae ingår i släktet Splachnobryum och familjen Splachnobryaceae. Inga underarter finns listade i Catalogue of Life.